# Авагимян, Катан Саркисовна
Катан Саркисовна Авагимян (арм. Կատան Ավագիմյան, азерб. Katan Sarkisovna Avagimyan; 1881, Шушинский уезд — 9 февраля 1969, Степанакертский район, Нагорно-Карабахская автономная область, Азербайджанская ССР) — советский азербайджанский виноградарь, Герой Социалистического Труда (1950).

## Биография
Родилась в 1881 году в селе Кятук Шушинского уезда Елизаветпольской губернии (ныне село Аггядик Ходжалинского района Азербайджана).
С 1931 года звеньевая Степанакертского виноградарского совхоза №2 треста Карабахских виноградарских совхозов Министерства пищевой промышленности СССР. В 1949 году получила урожай винограда в 199,3 центнера с гектара на площади 3,1 гектара.
Указом Президиума Верховного Совета СССР от 4 сентября 1950 года за  получение высоких урожаев винограда на поливных виноградниках в 1949 году Авагимян Катан Саркисовне присвоено звание Героя Социалистического Труда с вручением ордена Ленина и золотой медали «Серп и Молот».
Скончалась 9 февраля 1969 года в селе Кятук Степенакертского района Нагорно-Карабахской автономной области, Азербайджанской ССР (ныне село Аггядик Ходжалинского района Азербайджана).